# Paul Gothard
Paul Gothard (Southend-on-Sea, Essex, Anglaterra, 24 de juny del 1974) és un futbolista anglès que fins al 2012 fou porter i entrenador de porters de l'Auckland City FC del Campionat de Futbol de Nova Zelanda. Des del 2012 és tan sols entrenador de porters.

## Trajectòria esportiva

### Inicis semiprofessionals a Londres
Gothard va iniciar la carrera esportiva en una sèrie de clubs futbolístics londinencs i propers, inclosos el Colchester United F.C., el Grays Athletic F.C. i el Dagenham & Redbridge F.C..

### Immigració a Nova Zelanda i l'Auckland City
Als finals de la dècada del 2000, anys després que es retirés del futbol, va immigrar a Nova Zelanda amb la seva dona on ell passaria a ser mestre de casa. L'Auckland City FC, en sentir que Gothard havia jugat prèviament per a equips com el Dagenham & Redbridge, s'interessaren en ell i l'oferiren un contracte. A l'edat de 35 anys va debutar amb l'Auckland City en un partit local a Kiwitea Street contra el Waikato FC. Unes setmanes després, Gothard va jugar en un partit del Campionat del Món de Clubs de la FIFA de 2009 contra el TP Mazembe per a decidir quin dels dos equips quedaria en cinquè lloc en el torneig. L'Auckland City acabà guanyant el partit 3 a 2.
El juliol de 2010 Gothard va ser ofert ser l'entrenador de porters de l'Auckland City. Gothard va acceptar el contracte i des d'aleshores és l'entrenador de porters pel club.

## Palmarès
- Lliga de Campions de l'OFC (2): 2010-11, 2011-12.